# Conversations
Conversations是一个Android系统的自由软件即时通信客户端，基于XMPP、TLS等开放协议。软件源代码托管于Codeberg，并在F-Droid和Google Play上架。
该软件的开发重点在于实现对移动设备重要的XMPP扩展协议。行业媒体赞扬了传输网络的分散性和开放性，以及简单、直观的可用性。它被认为是将基于XMPP的消息传递的大规模适应性提升到具有竞争力的水平的重要尝试。

## 特性
Conversations支持可选的端到端加密（OpenPGP或者OMEMO）和使用TLS的传输层加密（如果XMPP服务端支持）。其支持用户使用多个客户端设备（端点，endpoint）同时登入一账号，并使用Message Carbons（"carbon copies", XEP-0280）扩展在多个设备同步地传输消息。Conversation也支持加密地发送文件和图片。

## 历史
2013年6月爱德华·斯诺登的揭密和2014年2月Facebook对WhatsApp的收购之后，对“安全的”移动通信软件的需求变得更加紧迫，初版的Conversations源代码也在此时，2014年1月24日发布 ，而0.1版本的释出在2014年3月。Conversations很快获得了一些正面评价。
2014年春天Conversation上架了Google Play，并在0.1.3版本，即2014年4月6日被加入替代性的安卓软件仓库F-Droid。
自2014年5月12日发布的0.2版本后，其支持了发送图片和文件消息（明文或者OpenPGP加密），自0.4版本（6月30日）后支持使用OTR加密。在2015年2月1日发布了1.0版本。
后来开发者Andreas Straub在2015年参与了Google编程之夏活动，这为新的端到端加密方式（OMEMO）打下了草稿，该标准后来被提交XMPP标准基金会以寻求标准化。
自2.0.0版本后，OTR加密方式被移除，而OMEMO被加入并默认启用。2018年5月，2.2.0版本实现了用于录制音频消息和分享位置的可选扩展。
2018年9月，2.3.0版本引入了对TLS1.3的支持。
加密的音频和视频通话在2020年4月的2.8版本中被加入。

## 分支

### Quicksy
Quicksy是原作者Daniel Gultsch开发的一个分支版本，与原版不同的是，其要求用户以手机号码来注册，JID也形如手机号码@quicksy.im，并通过扫描通讯录来发现并自动添加XMPP联系人。

### 其他
其他基于Conversations的，由第三方开发的XMPP客户端有blabber.im、Cheogram、monocles chat等等。

## 评价
自由软件基金会在其软件目录中包括了Conversations。
在对Conversatuons和其他Xabber应用程序的分析中，研究人员发现“forensic artefacts”（原文如此）可在运行Conversations的Android设备上发现，包括本地用户、通讯录和发送和接受消息文本，都存储在在该应用的明文数据库中。
2017年，XDA Developers的Raul Radonz撰写了关于Conversations的详细评论，包括对开发者Daniel Gultsch的采访。此评论专注于加密的选择和Conversations对“前向加密”的支持。
2020年，Decentralize Today表示“如果您自己部署XMPP服务器、使用Conversations，它有可能成为一个优秀的、超级安全的信使”，但是“当您对位于不同服务器上的联系人使用XMPP时，可能会出现问题。”